# Tamerna Djedida
Tamerna Djedida é uma vila situada na comuna de Sidi Amrane, no distrito de Djamaa, província de El Oued, Argélia. A vila está localizada ao longo de uma pequena estrada no lado ocidental da rodovia N3, a 10 quilômetros (6,2 milhas) ao sul de Djamaa.